# Río Maruja
El río Maruja o Maruj (en ruso: Маруха, Марух) es un río del Gran Cáucaso en el distrito de Zelenchuk de la república de Karacháyevo-Cherkesia del sur de Rusia, en la reserva natural de Teberdá. Es afluente (un componente en realidad) por la izquierda del río Mali Zelenchuk.

## Curso
El río nace en el glaciar septentrional de los picos Karakaya Atsautskaya (3893 m) y Maruj-Bashi (3800 m) de la cordillera principal del Cáucaso, al norte del paso de Maruja. Su curso, de 75 km, discurre por un estrecho valle de alta montaña encajonado entre altas cordilleras, siempre hacia al norte, aunque con marcadas curvas al nordeste y este. No hay poblaciones en los primeros 50 km de su recorrido, donde recibe por la derecha al Cheguetchat poco después del nacimiento, y al Gremuchkaya (curso medio), sus principales afluentes. Su cuenca cubre 394 km2. En su curso inferior, justo antes de llegar al piedemonte, se encuentran la localidad de Maruja, unos 17 kilómetros antes de llegar a su confluencia con el Aksaut para formar el Mali Zelenchuk.

## Economía
Amplias zonas del valle están ocupados por explotaciones ganaderas.